# Bücker Bü 133
Bücker Bü 133 Jungmeister byl cvičný dvouplošník určený k nácviku akrobacie vyráběný od druhé poloviny 30. let 20. století v Německu. Vznikl vývojem z typu Bücker Bü 131 Jungmann. V Německu sloužil u Luftwaffe jako hlavní typ pro výcvik letecké akrobacie. Byl vyvážen do několika zemí a dodnes zůstává oblíbeným veteránem.

## Vznik a vývoj
Provoz cvičného dvouplošníku Bücker Bü-131 Jungmann se ukázala být velmi úspěšnou a piloti chválili jeho provozní vlastnosti, zejména při výcviku základní akrobacie. Zkušenější piloti na něm létali akrobacii vrcholové úrovně, přesto však pociťovali nedostatek v podobě nízkého výkonu jeho motoru. Firma Bücker se v roce 1935 přestěhovala z letiště Johanistal do Rangsdorfu jižně od Berlína. Ve stejném roce zalétala tovární pilotka Luisa Hoffmanová prototyp nového upraveného jednomístného dvojplošníku Bücker Bü-133V-1, který nesl imatrikulaci D-EVEO. Toto letadlo vzniklo na základě spolupráce konstruktérů Carla C. Bückera a Andrease J. Andersona. Poháněl ho vzduchem chlazený řadový šestiválcový motor Hirth HM 506 o výkonu 104 kW. Jeho letové vlastnosti však byly neuspokojivé a hlavním problémem se ukázal být nepravidelný chod motoru při akrobacii se záporným přetížením. Z těchto důvodů bylo rozhodnuto letadlo upravit pro instalaci sedmiválcového hvězdicového motoru Siemens Bramo Sh 14A-4 o výkonu 119 kW, což továrna zvládla za několik týdnů. Výsledkem se stal Bücker Bü 133B, který měl 40% dílů převzatých z Bü 131. Byl postaven ve dvou kusech – stroj s imatrikulaci  D-EAKE  pro německé akrobatické eso, hraběte  Otta von Hagenburg a stroj s imatrikulaci VR-PAX pro rumunského akrobata, kapitána Alexandra Papana.
Do sériové výroby se letadlo dostalo v roce 1936 ve verzi Bücker Bü 133C , který se lišil od předešlých strojů trupem kratším o 13 cm a nově tvarovanou částí za pilotní kabinou. Přesný počet postavených letadel není znám, ale jen produkce domácího závodu se odhaduje na několik stovek kusů . Letadlo se stavělo i v licenci, přičemž španělská firma CASA vyrobila přibližně 50 letadel a z toho 25 ve verzi Bü 133A pod označením CASA 1.133 s motory Hirth HM 506. Zájem projevily i švýcarské vzdušné síly, které objednaly 52 letadel Do/Bü 133C licenčně vyráběných ve firmě Dornier v Alterheimu. Celková produkce těchto letadel činila 275 ks z nichž byla většina ztracena v druhé světové válce nebo zabrána východními zeměmi. Jedinými stroji které pak ještě létaly, byly švýcarské a španělské stroje. Pro velký zájem především amerických pilotů byla v roce 1967 obnovena jejich kusová výroba německou firmou Bitz Flugzeugbau v Haunstettenu. První stroj s typovým označením Bücker 133D-1 a imatrikulaci D-EGZJ byl zalétán v roce 1968. Podle dostupných údajů byla ještě postavena nejméně 4 letadla.

## Operační nasazení

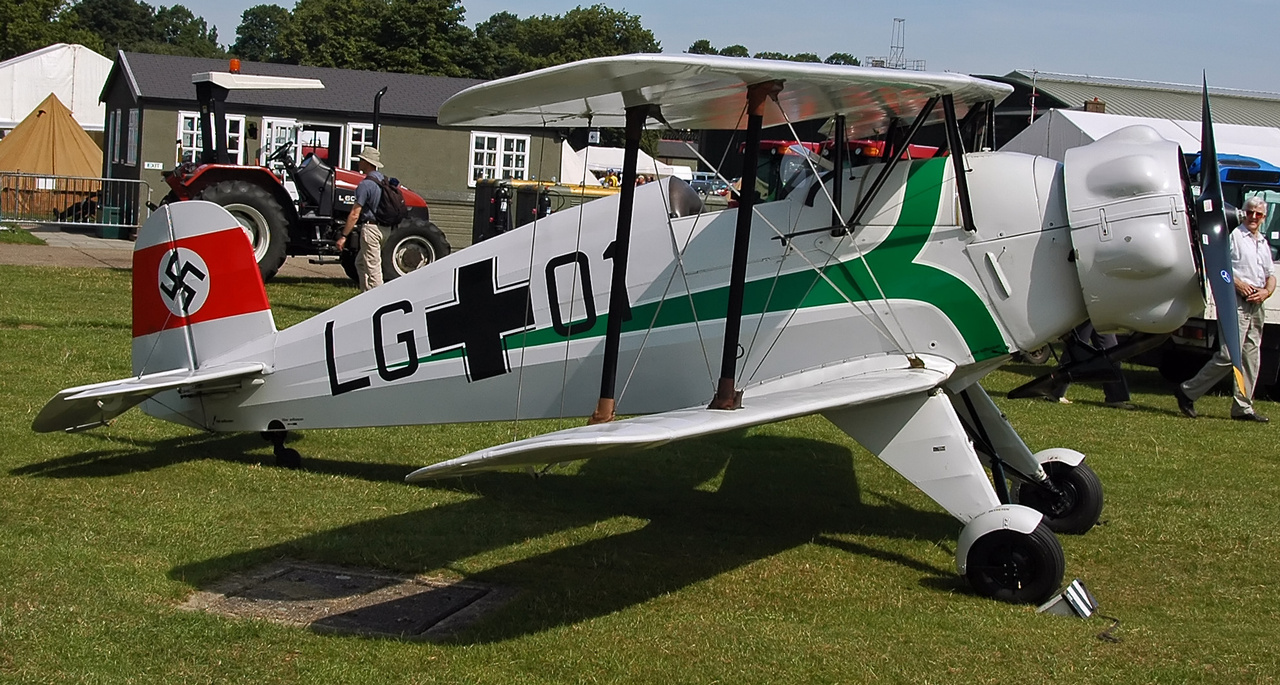
Bücker Bü 133 C (LG+01) v barvách nemecké Luftwaffe, 10. června 2005.

"Jungmeister" byl brzy objednán říšským kancléřem Adolfem Hitlerem, aby na 11. Olympijských hrách v Berlíně v roce 1936 demonstroval sílu německého leteckého průmyslu. Letové vlastnosti tohoto letadla byly na svou dobu tak výjimečné, že bylo rozhodnuto ho vyslat na světové turné, kde by předvedl své kvality. První zastávkou tohoto turné byla letecká show Lausanne Switzerland Airshow v roce 1935 v Švýcarsku.
Druhý stroj s imatrikulaci YR-PAX, pilotovaný kapitánem Alexandru "Alex" Papanem, který byl považován za nejlepšího evropského pilota své doby, uskutečnil sérii vystoupení po Evropě, přičemž jeho prezentaci završil během Berlínské olympiády. Po sérii úspěchů byl stroj pomocí vzducholodě "Hindenburg" dopraven do USA na další vystoupení.
Po skončení vystoupení v USA byl Papanův stroj s označením YR-PAX ponechán ve Spojených státech. Dnes je vystaven v Národním muzeu letectví a kosmonautiky ve Washingtonu.
Nová verze dosáhla očekávaného úspěchu, což prokázali i mnozí akrobatičtí piloti na leteckých soutěžích, například National Air Race 1937 v Clevelandu a o rok později vítězství v mezinárodní akrobatické soutěži v Paříži. Na základě těchto úspěchů se pro něj rozhodla Luftwaffe a tak se Bücker Bü 133 stal základním typem pro výcvik letecké akrobacie. Letadlo mělo dlouhou kariéru, přičemž některé kusy sloužily od roku 1937 až do roku 1968.
Další prezentace "Jungmeistera" proběhla v Jižní Americe na stroji Bü 133B s imatrikulaci PP-TDP , který pilotoval Arthur Benith. Odlétal více než 80 představení, uskutečnil přelet přes Andy do Santiago de Chile. Po ukončení této prezentace ponechal letadlo v leteckém klubu v São Paulu. Později bylo převezeno do USA a nakonec do Británie, kde získalo imatrikulaci G-PTDP. Nedávno bylo zrestaurováno firmou Bücker Prado SA v Albacete ve Španělsku .
Začátek druhé světové války znamenal zlom v dodávkách "Jungmeistera" zákazníkům. Jeho výroba měla probíhat v SSSR a Polsku, ale tyto plány byly po začátku války zrušeny.

## Verze

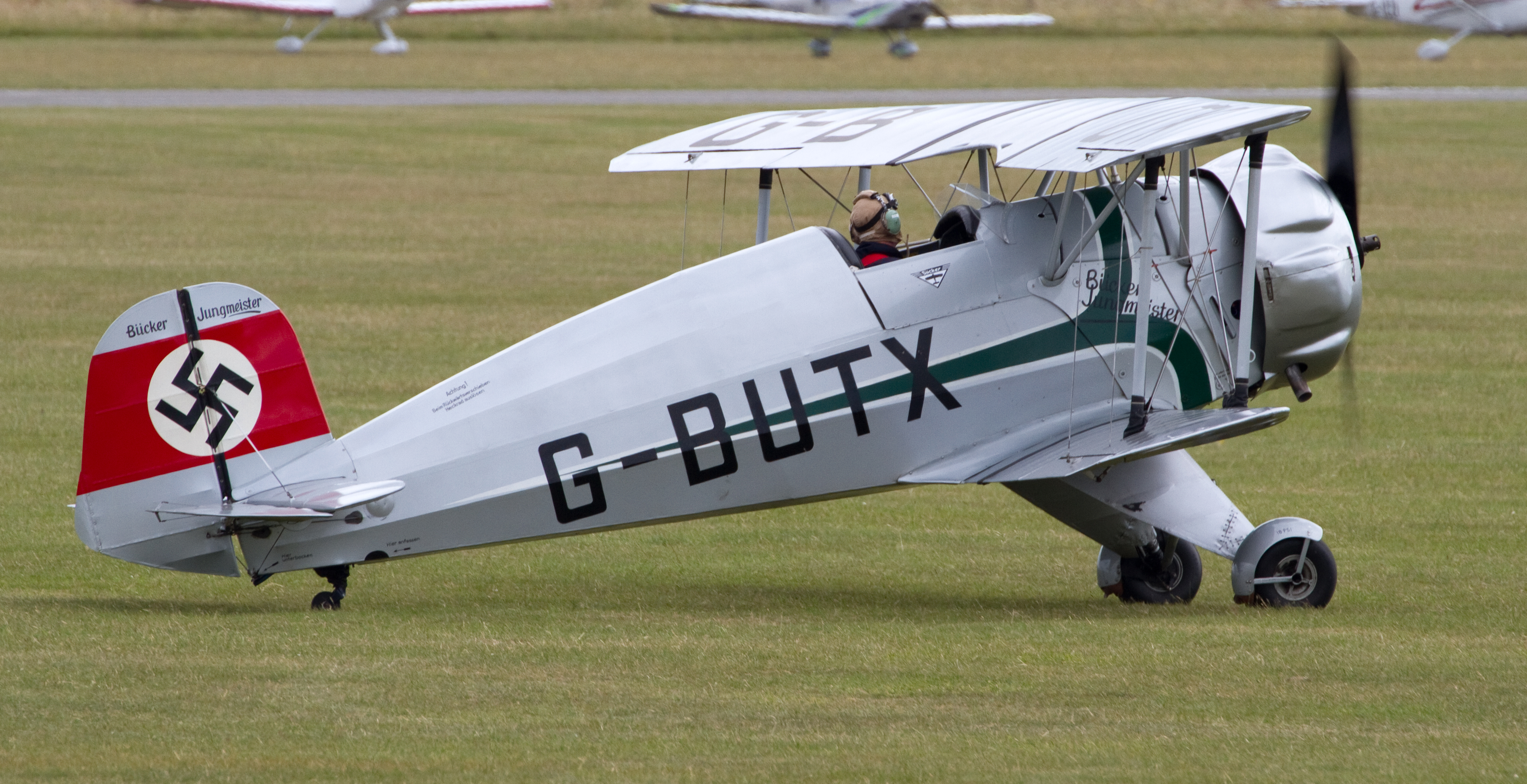
Bü 133C Jungmeister (G-BUTX) na Flying Legends (2011)

Bü 133A
Bü 133A byla první sériová verze s motorem Hirth
Bü 133b
Toto označení měly mít stroje vyráběné v licenci, které poháněl motor Hirth HM 506. Několik jich mohlo být vyrobeno ve Španělsku, ale většina španělských strojů byla ve verzi C.
Bü 133C
Šlo o hlavní sériovou verzi. Poháněl ji hvězdicový motor Siemens Sh 14A-4, s výkonem 160 hp. Vyráběl se v Německu pro Luftwaffe a v licenci ve Švýcarsku a Španělsku.

## Uživatelé
Německo 
- Luftwaffe

 Švýcarsko
- Švýcarské letectvo

Švýcarsko od Německa zakoupilo 52 ks letadel Bücker Bü 133C, které vyráběla továrna Dornier v Alterheimu. Ještě předtím švýcarské letectvo zakoupilo 6 kusů vyrobených v Německu, z nichž první neslo sériové číslo 1001 s vojenským označením U- 51. V roce 1969 byl tento stroj zaregistrován v Británii a získal označení G-AGNI.
 Španělsko
- Španělské letectvo

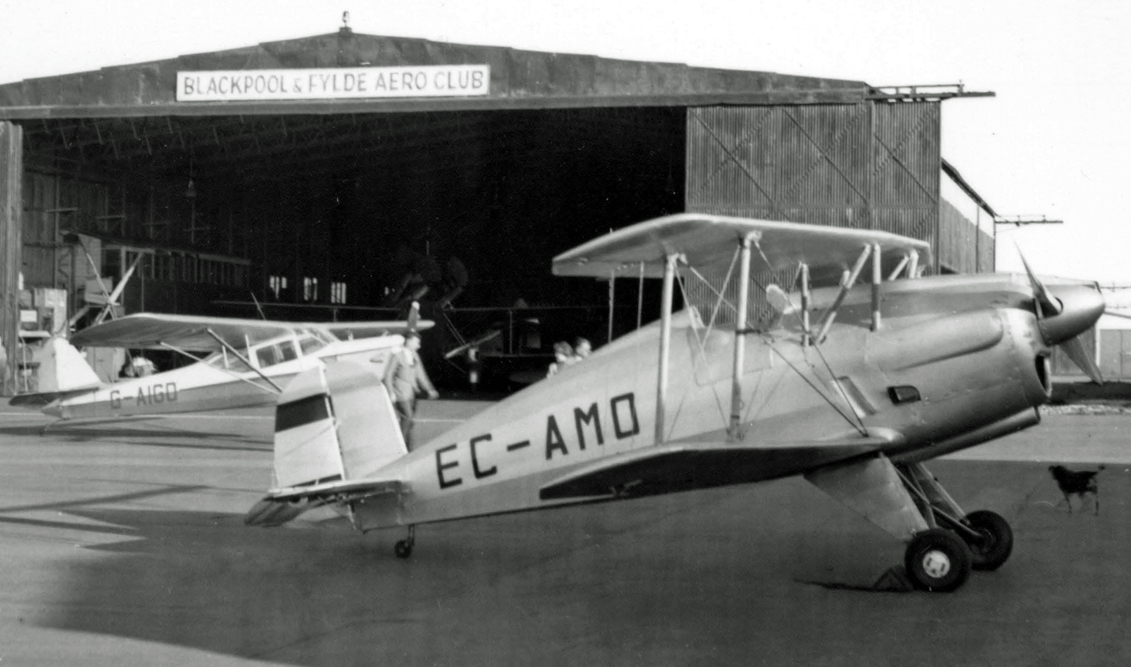
CASA 1.133C (EC-AMO) na letišti v Blackpoolu 10. června 1957.

Španělské vzdušné síly si daly vyrábět verzi Bücker Bü 133A v licenci pod názvem CASA 1.133 z níž postavili 25 ks. Celkem bylo vyrobeno přibližně 50 letadel typu Bücker Bü 133. Stroje sloužily v španělském letectvu mezi lety 1940 a 1969 a dostaly přezdívku "Pepino", což ve španělštině znamená "výkonný a obratný". První stroj, který do Španělska dorazil přes přístav Cadiz 26. ledna 1937 měl sériové číslo 1004. Svůj první let uskutečnil 20. února 1937 v Tabladě a nesl vojenské označení 35-1. Ve službě zůstal až do svého vyřazení dne 28. října 1958. Vyřazení tohoto letadla, stejně jako zbytku flotily "Jungmeisterů" španělského letectva bylo nezbytné z důvodu nedostupnosti náhradních dílů motorů Siemens. Továrny na výrobu těchto motorů se dostaly do rukou SSSR, při jejich dobývání Německa. Dalším důvodem vyřazení těchto letadel bylo i zavedení moderního cvičného letadla Beechcraft T-34 Mentor v roce 1953.
Problémem byly i pohonné jednotky Hirth vyrobené firmou CASA. Šlo o dlouhý 6 válcový motor, jehož design neposkytoval místo pro instalaci olejového chladiče, takže pátý válec měl velkou tendenci se zadřít. Trup letadla se musel vypořádat s dalším problémem souvisejícím s dlouhým motorem: horní část motorových loží se skládala ze dvou svařených 3 mm desek, které nebyly dostatečně silné k udržení mnohem delšího motoru, než byl hvězdicový motor Siemens. Tak se stalo, že motor mohl jednoduše vypadnout ze svého uložení. Někteří uživatelé, jako princ Cantacuzeno nebo J.L. Aresti vyřešili tento problém instalací motorů Lycoming. Ty dokázaly vyvinout výkon až 260 k.

## Popis konstrukce

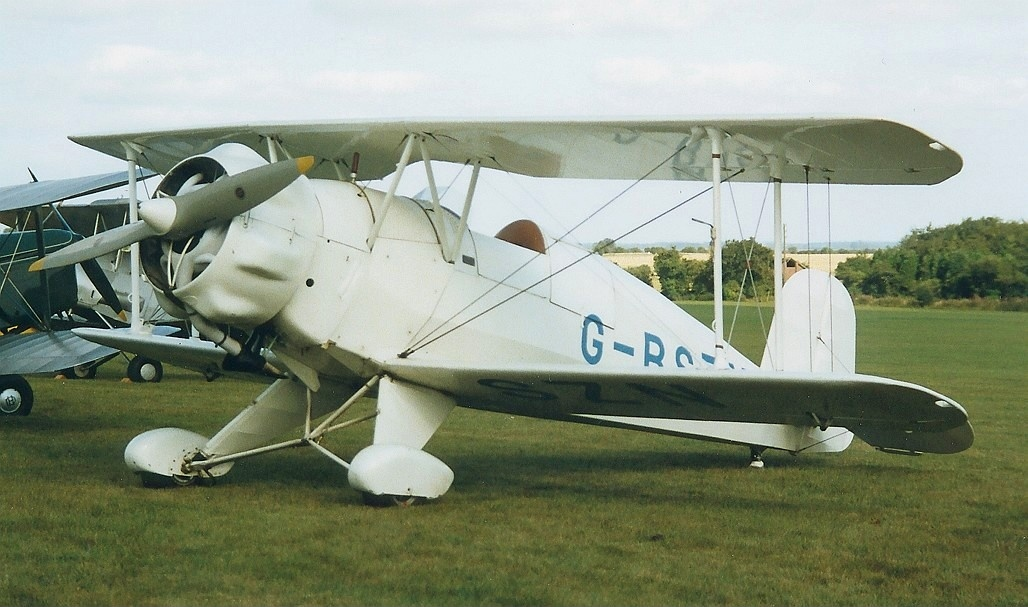
Bü 133D-1 Jungmeister (G-BSZN)

Bücker Bü 133 je jednomotorový jednomístný akrobatický dvouplošník s otevřeným kokpitem a pevným podvozkem. Na trup svařený z chrom-molybdenových trubek navazuje centroplán spodního křídla svařený z plochých trubek. Přední část trupu je krytá tvarovanými duralovými panely, zbytek trupu plátnem. Kromě některých kontrolních otvorů je potah na spodní části trupu opatřen šněrováním, které umožňuje kontrolu celé kostry. Za nastavitelným pilotním sedadlem určeným k použití sedacího padáku je malý nákladový prostor přístupný sklápěcími kovovými dvířky na boku trupu. Přístrojový panel obsahoval následující přístroje: výškoměr, magnetický kompas, variometr, palubní hodiny, vypínač zapalování, rychloměr, zatáčkoměr, otáčkoměr, tlakoměr paliva a oleje, teploměr oleje. Pod palubní deskou je nastříkavací pumpička.
Nosné plochy s šípovitosti 11° a odstupňováním 0,38 m jsou převážně dřevěné konstrukce. Horní křídlo má vzepětí 1,5°, spodní 3,5°. Dvojice hlavních dřevěných nosníků tvaru I je navzájem vyztužená trubkovou konstrukcí a ocelovými profilovanými dráty. Každé křídlo má 11 konstrukčních žeber, náběžné části jsou až po přední nosník potažené překližkou a plátnem. Koncové oblouky jsou z ocelových trubek, ve spodním křídle jsou instalovány madla. Vnější části horního křídla jsou závěsy spojeny se střední částí spojenou s trupem dvojicí vzpěr tvaru N z kovových profilovaných trubek. Obě křídla jsou spojena čtyřmi ocelovými profilovanými dráty. Křidélka celodřevěné konstrukce s plátěným potahem jsou na pomocný nosník připevněny trojicí závěsných kování.
Ocasní plochy s kostrou svařovanou z ocelových trubek jsou potaženy plátnem. Dělené výškové kormidlo je staticky vyvážené a uložené v kuličkových ložiskách. Na odtokové části výškovky jsou vyvažovací plošky ovládané pilotem za letu. Směrové kormidlo bylo také uloženo na kuličkových ložiskách, je vybaveno plechovou, na zemi nastavitelnou vyvažovací ploškou. Směrovka i stabilizátor jsou s trupem spojeny ocelovými dráty.

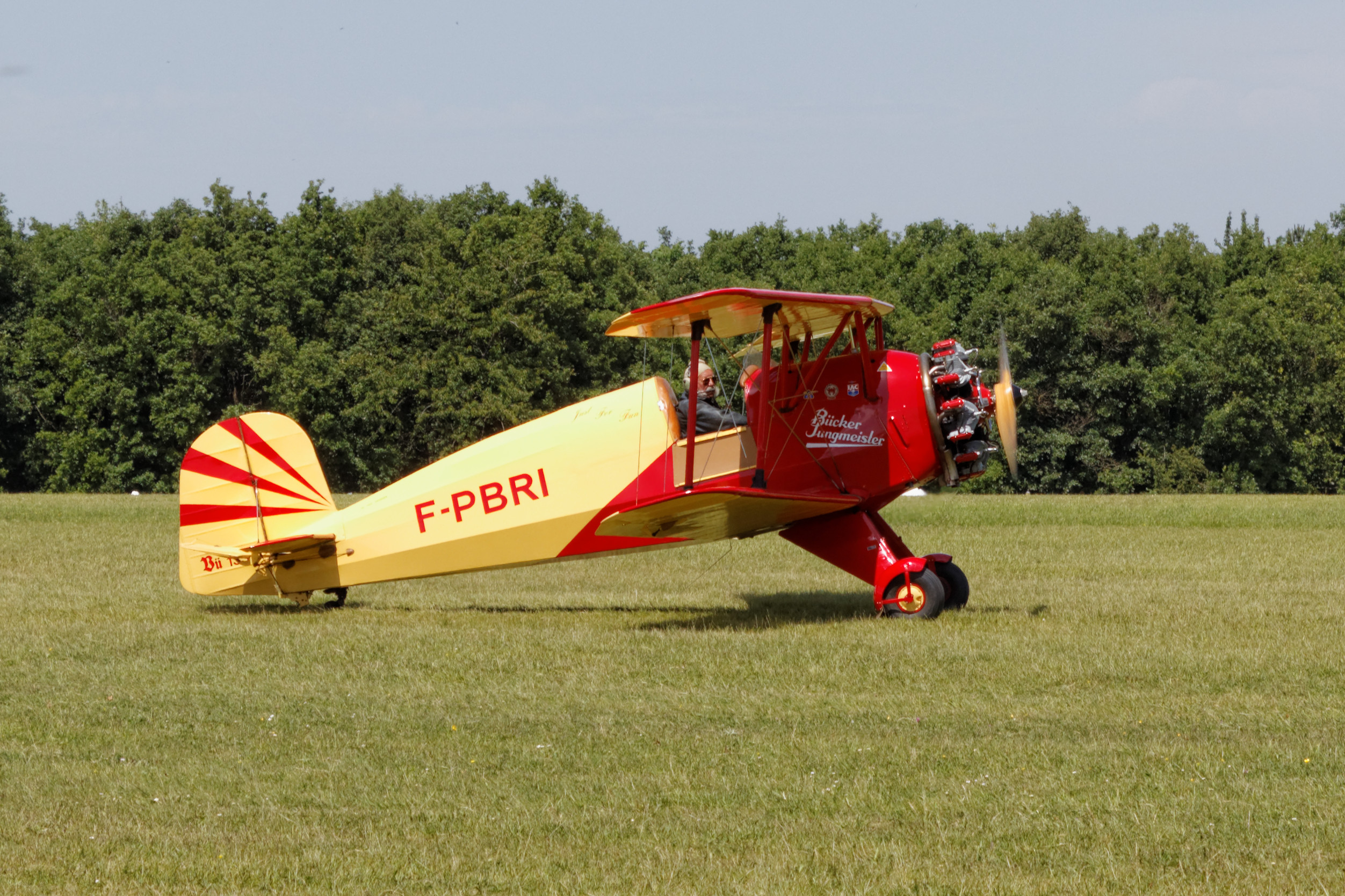
Bücker Bü 133 (F-BPRI)

Podvozek s děleným hřídelem je svařen z ocelových trubek a mezi hlavními nohami a pomocnými vzpěrami je potažen plátnem. Hlavní nohy jsou odpruženy pružinami a olejovými tlumiči. Nízkotlaká kola s průměrem 420 × 320 mm jsou vybavena mechanickými brzdami a ovládané pedály nožního řízení. Ostruhové kolečko s rozměry 135 × 45 mm je z tvrzené gumy a jeho ovládání je spojeno s ovládáním směrovky.
Pohonnou jednotku tvořil sedmiválcový hvězdicový, vzduchem chlazený motor Siemens Sh 14A-4 o výkonu 119 kW, který byl uložen na trubkovém ložisku s gumovými tlumiči. Před protipožární přepážkou je olejová nádrž o objemu 9 l, za ní palivová nádrž o objemu 92 litrů. Standardní dvoulistá dřevěná vrtule Heine o průměru 2200 mm mohla být na přání zákazníka nahrazena kovovou vrtulí VDM nastavitelnou na zemi.

## Specifikace (Bü 133C)

### Technické údaje
- Posádka: 1
- Rozpětí: 6,6 m
- Délka: 6,02 m
- Povrch: 12 m²
- Výška: 2,2 m
- Hmotnost (prázdný): 420 kg
- Hmotnost (vzletová): 610 kg
- Pohonná jednotka: 1 × sedmiválcový hvězdicový motor Siemens Bramo Sh 14A-4 o výkonu 119 kW

### Výkony
- Max. rychlost: 230 km/h
- Cestovní rychlost: 200 km/h
- Dostup: 5600 m
- Dolet: 500 km